# Біллі Айдол
Бі́ллі Ай́дол, справжнє ім'я Ві́льям Ма́йкл А́льберт Бро́уд (англ. Billy Idol, William Michael Albert Broad, *30 листопада 1955, Велика Британія, Стенмор) — англо-американський рок-музикант. Першу славу зазнав як учасник гурту Generation X, потім розпочав успішну сольну кар'єру. На сценічне ім'я Billy Idol його надихнула згадка про те, як шкільний вчитель назвав його лінивим (англ. idle звучить подібно до idol — «кумир, ідол»).
Майкл Броуд став займатися музикою після того, як в університеті його захопила хвиля панк-культури.
Айдол розпочав свою музичну кар'єру у 1976 році як гітарист у панк-рок гурті Chelsea, але залишив групу через кілька тижнів і разом із колишнім колегою по Chelsea, Тоні Джеймсом, створив панк-рок гурт Generation X. З Айдолом як вокалістом гурт здобув успіх у Великій Британії та випустив три студійні альбоми на лейблі Chrysalis Records, перш ніж розпастися. У 1981 році Айдол переїхав до Нью-Йорка, щоб розпочати сольну кар'єру у співпраці з гітаристом Стівом Стівенсом. Його дебютний студійний альбом Billy Idol (1982) мав комерційний успіх, і Айдол став постійним учасником новоствореного музичного телеканалу MTV завдяки кліпам на сингли «Dancing with Myself» та «White Wedding».
Другий студійний альбом Айдола, Rebel Yell (1983), отримав великий комерційний успіх і містив хіти «Rebel Yell» та «Eyes Without a Face». Альбом отримав двічі платинову сертифікацію від Американської асоціації звукозапису (RIAA) за продажі у 2 мільйони копій у США. Після цього він випустив альбом Whiplash Smile (1986). У 1988 році Айдол видав збірку найкращих хітів Idol Songs: 11 of the Best, яка стала платиновою у Великій Британії, а згодом випустив альбоми Charmed Life (1990) та концептуальний альбом Cyberpunk (1993).
Другу половину 1990-х років Айдол присвятив особистому життю, відійшовши від публічності. У 1990 році він зламав ногу внаслідок мотоциклетної аварії, і пізніше у своїй біографії Dancing With Myself (2014) зізнався, що «на момент аварії [він] жив за кредо: "живи кожен день так, ніби він останній, і колись ти точно будеш впевнений, що був правий"».
Музичне повернення Айдола відбулося з виходом альбому Devil's Playground (2005), а пізніше — Kings & Queens of the Underground (2014).

## Дискографія

### Альбоми
| Рік               | Назва                                         | U.S. | UK      | GER | NED | SWI | Сертифікація RIAA   | Сертифікація BPI |
| ----------------- | --------------------------------------------- | ---- | ------- | --- | --- | --- | ------------------- | ---------------- |
| 1982              | Billy Idol                                    | 45   | -       | -   | -   | -   | Золотий             | -                |
| 1983              | Rebel Yell                                    | 6    | 36      | 2   | 40  | 16  | 2x Мультиплатиновий | Срібний          |
| 1986              | Whiplash Smile                                | 6    | 8       | 9   | 19  | 4   | Платиновий          | Золотий          |
| 1990              | Charmed Life                                  | 11   | 15      | 5   | 51  | 4   | Платиновий          | Срібний          |
| 1993              | Cyberpunk                                     | 48   | 20      | 13  | 50  | 15  | -                   | -                |
| 2005              | Devil's Playground                            | 46   | 78      | 15  | -   | 32  | -                   | -                |
| 2006              | Happy Holidays                                | -    | -       | -   | -   | -   | -                   | -                |
| 2014              | Kings & Queens of the Underground             | 34   | 35      | 8   | -   | 10  | -                   | -                |
| Концертні альбоми |                                               |      |         |     |     |     |                     |                  |
| 2002              | VH1 Storytellers                              | -    | -       | 14  | -   | 76  | -                   | -                |
| Збірки            |                                               |      |         |     |     |     |                     |                  |
| 1985              | Vital Idol                                    | 10   | 7       | 8   | -   | 24  | Платиновий          | Платиновий       |
| 1988              | Idol Songs: 11 of the Best                    | -    | 2       | 14  | -   | 6   | -                   | Платиновий       |
| 2001              | Greatest Hits                                 | 74   | 171 (+) | 12  | -   | 30  | Платиновий          | -                |
| 2008              | The Very Best of Billy Idol: Idolize Yourself |      | 37      | -   | -   | -   | -                   | -                |
| Мініальбоми       |                                               |      |         |     |     |     |                     |                  |
| 1981              | Don't Stop                                    | 71   | -       | -   | -   | -   | -                   | -                |

## Фільмографія
- 1991 — Дорз
- 1996 — Час скажених псів / Жмурки по-американськи
- 1998 — Співак на весіллі
- 2000 — Важкий метал 2000

## Особисте життя
Біллі Айдол вегетаріанець. Однак співак відмовився від м'яса не через етичне ставлення до тварин, але через проблеми зі здоров'ям.
Біллі Айдол ніколи не був офіційно одруженим, однак мав цивільний шлюб із акторкою та танцівницею Перрі Лістер, який тривав з 1980 по 1989 рік. 15 липня 1988 року у пари народився син Віллем Вулф Броуд. Також у співака є донька Бонні Блю Броуд (21.08.1989 р.) від Лінди Матіс. З 2008 року зустрічається з Ліндсей Кросс.